# 北松江線
北松江線（日语：／ Kita-Matsue sen */?）是連接島根縣出雲市電鐵出雲市車站至松江市松江宍道湖溫泉車站的鐵路路線，由一畑電車經營，也是一畑電車所經營的主要路線。

## 運行方式

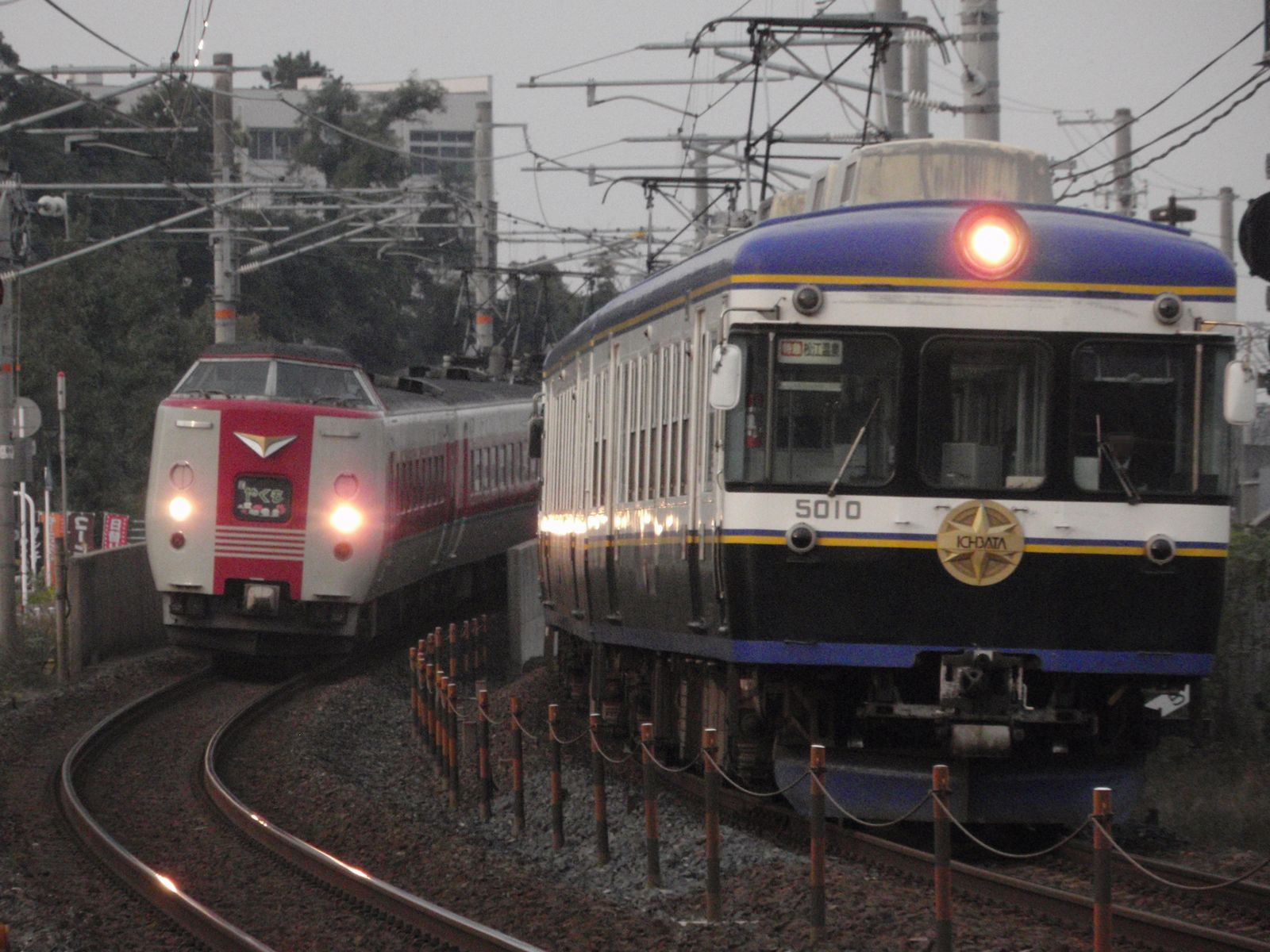
右側車輛為行駛於北松江線出雲市車站東側的一畑電車5000系特急「SuperLiner」，左側列車為西日本旅客鐵道行駛於伯備線往岡山的特急「八雲號列車」。

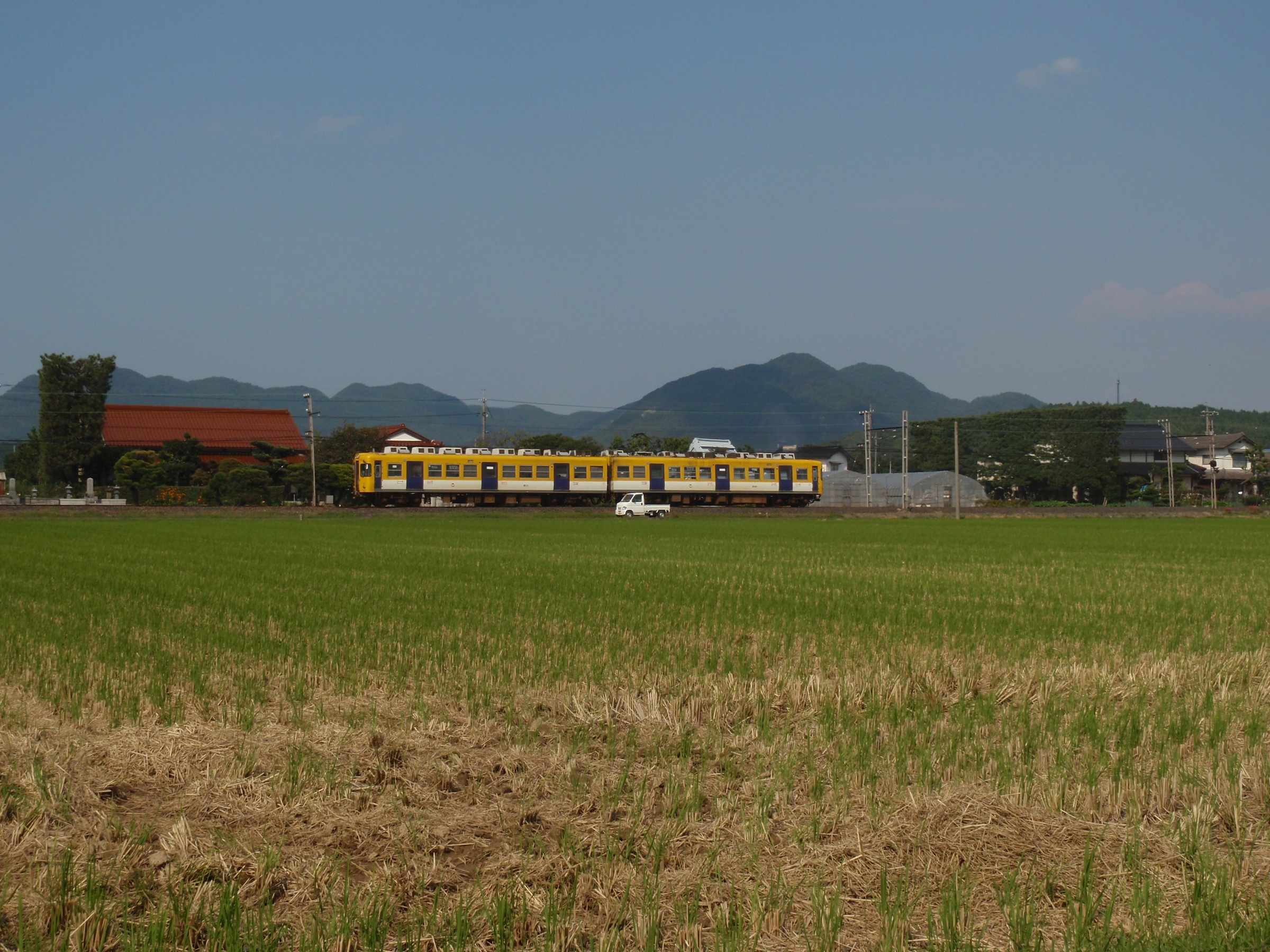
行駛於北松江線雲州平田車站至布崎車站之間路段的列車

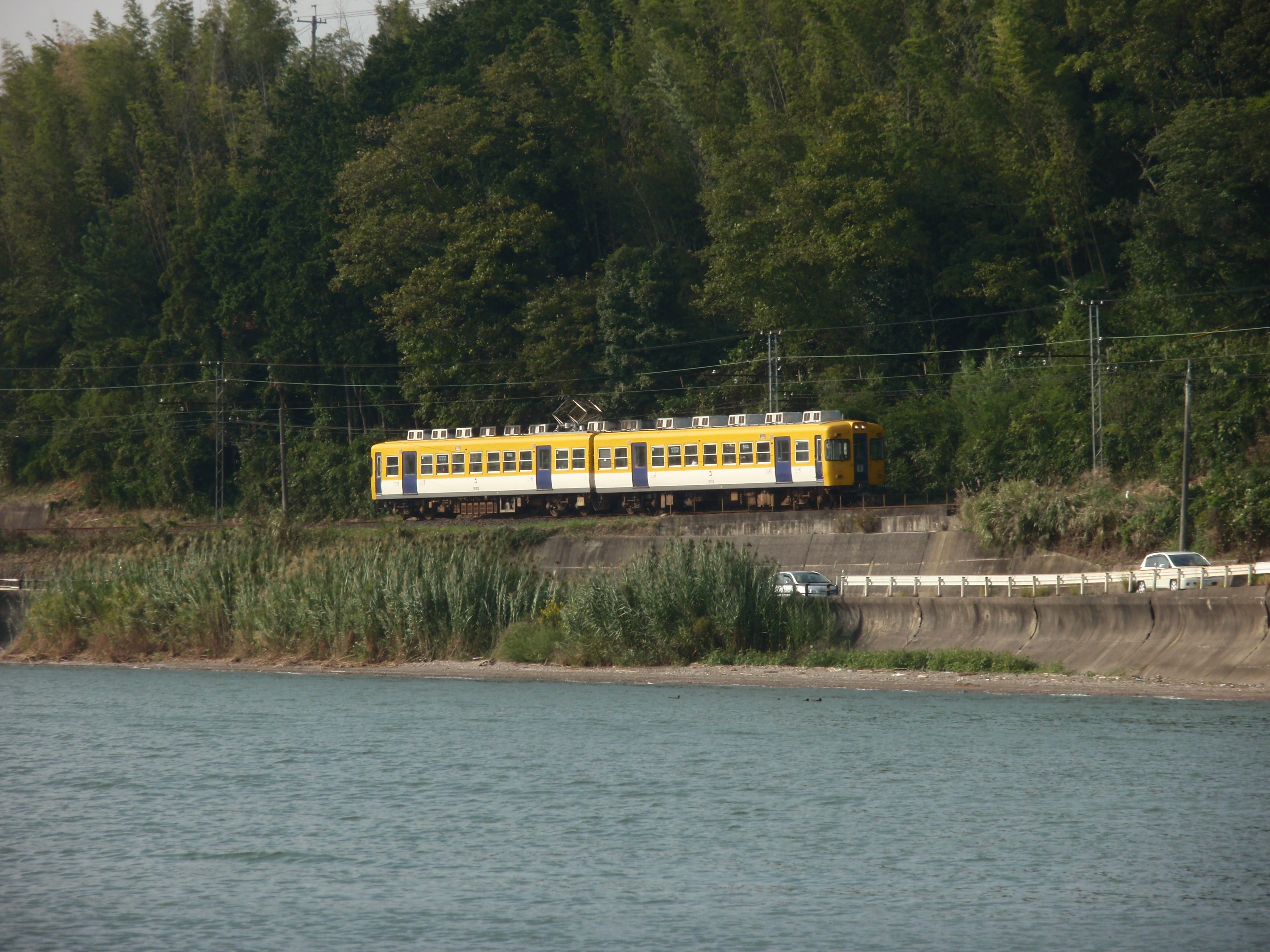
行駛於北松江線長江車站附近路段的列車

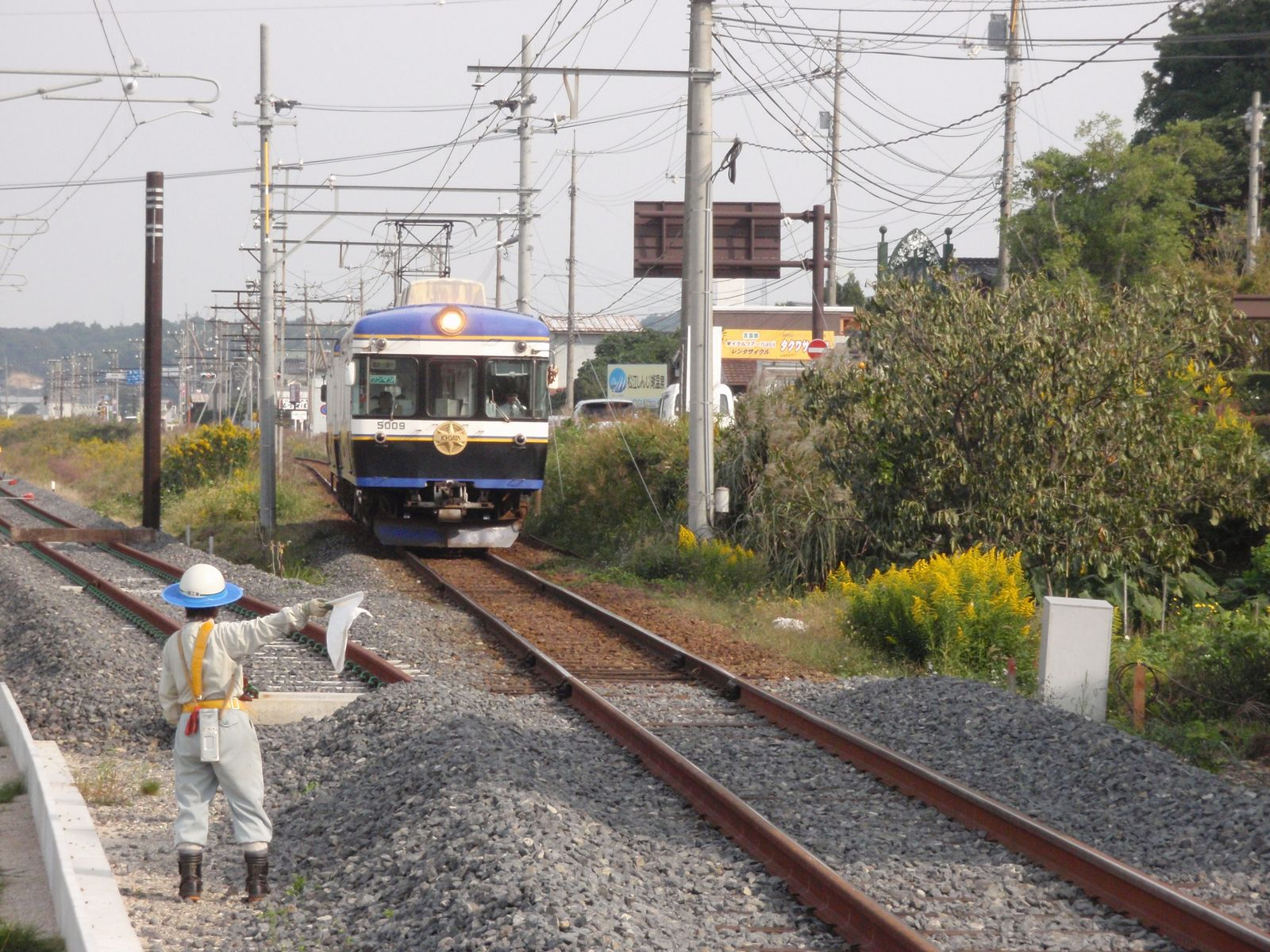
行駛於北松江線松江英式花園前站附近路段的列車

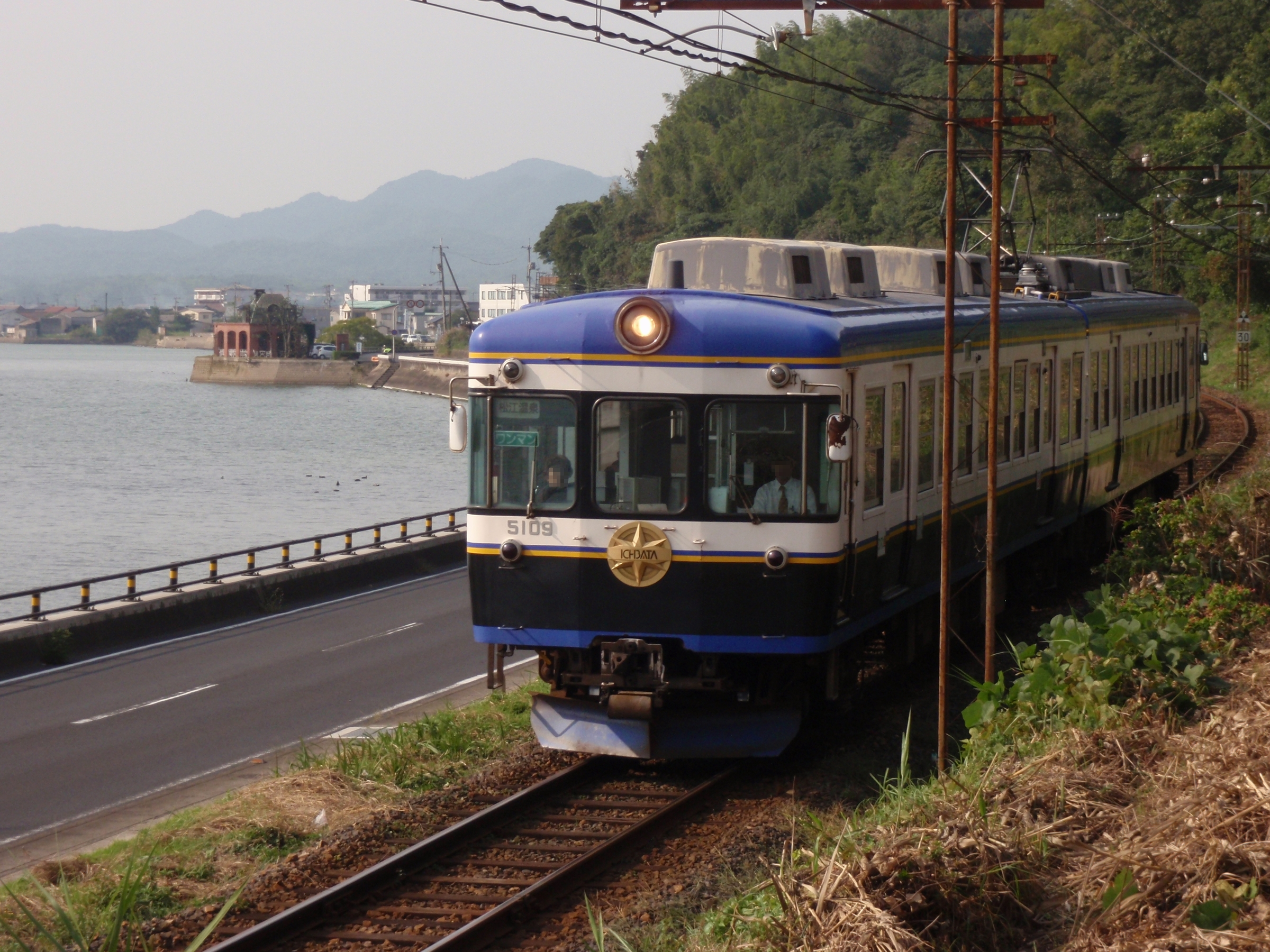
行駛於北松江線松江英式花園前站至松江宍道湖溫泉車站之間路段的列車

目前運行的列車約每小時1至2車次，抵達川跡車站時，多數列車的時刻表都可以配合大社線的列車時間直接換乘。
此外在周末及假日每天會有往返各八班的列車直接從松江宍道湖溫泉車站發出經川跡車站駛入大社線，其中包括一班急行列車「出雲大社號」，但在平日就只有往返各一班列車。而自電鐵出雲市車站發出經川跡車站駛入大社線的列車則則不分平假日每天會各有兩車次往返。

## 歷史
1900年代山陰地區的官設鐵道一路從京都往西延伸，在1910年延伸至出雲今市車站（現在的出雲市車站）後，致力於在日本各地開設鐵路的企業家才賀藤吉開始規劃在出雲周邊興建鐵路，最初原想開設通往出雲大社的鐵路，但由於國營鐵道同一時間也規劃了相同路線，因此在獲得一畑寺的支持後改規畫設立通往一畑寺的鐵路。
1914年一畑輕便鐵道自出雲今市車站至雲州平田車站之間的路段首先啟用，1915年全線完成通車至一畑車站。1923年決定將鐵路繼續往東延伸至松江市，在規劃新路線的同時也決定將鐵路電氣化，因此一畑輕便鐵道於1925年更名為一畑電氣鐵道；電氣化工程於於1927年完成，往松江方向至北松江車站（現在的松江宍道湖溫泉車站）的路段則在1928年完成，至此目前北松江線營運的路段已全部完成。
原本由出雲至一畑車站的路線是沿著宍道湖北岸一路往東，直到進入小境灘車站（現在的一畑口車站）前才往北折向一畑車站；而1928年完成往東延伸至松江市的路段是從小境灘車站先往南，再往轉向往東繼續沿著宍道湖北岸延伸。因此不論是從出雲還是松江方向駛來的列車，均會自南方駛入小境灘車站，繼續往北駛至一畑車站後再折返，也使得小境灘車站至一畑車站之間的這段路線成為折返式路線。
但此路段在1944年因為二次大戰的緣故被列為不要不急線，該路段的軌道被軍方挪去使用因而停止營運，這段路線在戰爭結束後也未能恢復，因此小境灘車站在1952年更名為一畑口車站，而往北至一畑車站之間的路段最後在1960年正式廢除。
北松江線上原本的出雲市車站是與國鐵共用站舍，1964年一畑電氣鐵道設立自己專屬的電鐵出雲市車站站舍，也因此該站更名為電鐵出雲市車站。
2006年一畑電氣鐵道將鐵路事業分割成獨立子公司一畑電車，北松江線的經營業者也因此變更為一畑電車。

### 年表
- 1911年8月21日：取得今市（日语：今市町）至小境之間的鐵路許可。
- 1913年4月：動工。
- 1914年4月29日：出雲今市車站（現在的電鐵出雲市車站）至雲州平田車站間路段開始營運。
- 1915年2月4日：雲州平田車站至一畑車站間路段開始營運。
- 1924年9月3日：取得簸川郡東村至松江市之間的鐵路許可。
- 1927年10月1日：完成直流1500V電氣化。
- 1928年4月5日：小境灘車站（現在的一畑口車站）至北松江車站（現在的松江宍道湖溫泉車站）之間開始運。
- 1928年9月15日：新設今市上町車站（現在的出雲科學館公園鎮前車站）。
- 1930年1月17日：廢除武志車站。
- 1930年2月2日：廢除鳶巢車站，在其西方100公尺處新設川跡車站。
- 1931年2月1日：新設大寺車站。
- 1931年11月16日：恢復設立武志車站。
- 1941年後：今市上町車站更名為大和紡前車站。
- 1944年12月10日：小境車站至一畑車站間路段停止營運。
- 1946年後：許曾志車站更名為古曾志車站。
- 1952年1月15日：新設美談車站開業。
- 1952年10月1日：小境灘車站更名為一畑口車站。
- 1957年4月1日：出雲今市車站更名為出雲市車站。
- 1960年4月26日：廢除停止營運達16年的一畑口車站至一畑車站間路段。
- 1964年4月1日：
  - 出雲市車站建築完工，一畑電氣鐵道使用的出雲市車站自國鐵使用的出雲市車站中分出，並更名為電鐵出雲市車站。
  - 古曾志車站遷移後成為古江車站，同時廢除與其相鄰的濱佐陀車站。
  - 開始營運特急列車。
- 1970年10月1日：
  - 北松江車站更名為松江溫泉車站。
  - 雲州平田車站更名為平田市車站。
- 1973年3月16日：終止貨物運輸業務。
- 1973年5月15日：停止營運特急列車。
- 1988年4月1日：新設朝日丘車站。
- 1995年10月1日：
  - 新設湖遊館新站車站。
  - 開始採用一人控制模式運行，同時再度營運特急列車。
- 199610月1日：再度取消營運特急列車。
- 2001年4月2日：古江駅更名為路易斯‧康福特‧蒂芙尼庭園美術館前車站。
- 2001年7月23日：新設松江花鳥園車站。
- 2002年4月1日：松江溫泉車站更名為松江宍道湖溫泉車站。
- 2002年7月20日：大和紡前車站更名為出雲科學館公園鎮前車站。
- 2004年3月15日：開始營運特急列車「超級快車」。
- 2005年3月22日：平田市更名為雲州平田車站。
- 2006年4月1日：一畑電氣鐵道將鐵路業務轉移給子公司一畑電車。
- 2006年7月17日：由於豪雨致土石崩落，造成行經長江車站附近的列車出軌。
- 2007年5月21日：路易斯‧康福特‧蒂芙尼庭園美術館前更名為松江英式花園前站松江英式花園前站]]。
- 2009年8月27日：在朝日丘車站至松江英式庭園前車站之間路段發生列車出軌。
- 2017年4月1日：新增急行列車及「出雲大社號」列車。

## 車站列表
- 全部車站皆位於島根縣。

圖例
●:停靠、｜↑↓：通過（↑↓箭頭表示通行方向）
全線為單線軌道 … ◇：可以進行列車交換、◆：折返式車站、｜：無法進行列車交換
| 車站編號 | 中文站名           | 日文站名 | 英文站名 | 站間距離 | 營業里程 | 急行 | 急 行 出 雲 大 社 號 | 特急       | 特 急 超 級 快 車 | 轉乘路線                               | 軌道 | 所在地 |
| -------- | ------------------ | -------- | -------- | -------- | -------- | ---- | -------------------- | ---------- | ----------------- | -------------------------------------- | ---- | ------ |
| 1        | 電鐵出雲市         |          |          | -        | 0.0      | ●    | 駛入大社線           | ●          | ●                 | 西日本旅客鐵道：山陰本線（出雲市車站） | ◇    | 出雲市 |
| 2        | 出雲科學館公園鎮前 |          |          | 0.8      | 0.8      | ●    | 駛入大社線           | ｜         | ↓                 |                                        | ｜   | 出雲市 |
| 3        | 大津町             |          |          | 1.2      | 2.0      | ●    | 駛入大社線           | ●          | ●                 |                                        | ◇    | 出雲市 |
| 4        | 武志               |          |          | 2.1      | 4.1      | ↑    | 駛入大社線           | ｜         | ↓                 |                                        | ｜   | 出雲市 |
| 5        | 川跡               |          |          | 0.8      | 4.9      | ●    | ●                    | ●          | ●                 | 一畑電車：大社線                       | ◇    | 出雲市 |
| 6        | 大寺               |          |          | 1.5      | 6.4      | ↑    | ↓                    | 駛入大社線 | ↓                 |                                        | ｜   | 出雲市 |
| 7        | 美談               |          |          | 1.3      | 7.7      | ↑    | ↓                    | 駛入大社線 | ↓                 |                                        | ｜   | 出雲市 |
| 8        | 旅伏               |          |          | 1.3      | 9.0      | ↑    | ↓                    | 駛入大社線 | ↓                 |                                        | ｜   | 出雲市 |
| 9        | 雲州平田           |          |          | 1.9      | 10.9     | ●    | ●                    | 駛入大社線 | ●                 |                                        | ◇    | 出雲市 |
| 10       | 布崎               |          |          | 3.6      | 14.5     | ●    | ●                    | 駛入大社線 | ●                 |                                        | ｜   | 出雲市 |
| 11       | 湖遊館新站         |          |          | 0.7      | 15.2     | ↑    | ↓                    | 駛入大社線 | ↓                 |                                        | ｜   | 出雲市 |
| 12       | 園                 |          |          | 0.7      | 15.9     | ↑    | ↓                    | 駛入大社線 | ↓                 |                                        | ｜   | 出雲市 |
| 13       | 一畑口             |          |          | 1.6      | 17.5     | ●    | ●                    | 駛入大社線 | ●                 |                                        | ◆    | 出雲市 |
| 14       | 伊野灘             |          |          | 1.9      | 19.4     | ↑    | ↓                    | 駛入大社線 | ↓                 |                                        | ｜   | 出雲市 |
| 15       | 津之森             |          |          | 1.8      | 21.2     | ●    | ●                    | 駛入大社線 | ●                 |                                        | ◇    | 松江市 |
| 16       | 高之宮             |          |          | 1.3      | 22.5     | ↑    | ↓                    | 駛入大社線 | ↓                 |                                        | ｜   | 松江市 |
| 17       | 松江花鳥園         |          |          | 1.3      | 23.8     | ↑    | ●                    | 駛入大社線 | ↓                 |                                        | ｜   | 松江市 |
| 18       | 秋鹿町             |          |          | 1.2      | 25.0     | ●    | ●                    | 駛入大社線 | ●                 |                                        | ◇    | 松江市 |
| 19       | 長江               |          |          | 1.7      | 26.7     | ↑    | ↓                    | 駛入大社線 | ↓                 |                                        | ｜   | 松江市 |
| 20       | 朝日丘             |          |          | 1.3      | 28.0     | ●    | ↓                    | 駛入大社線 | ↓                 |                                        | ｜   | 松江市 |
| 21       | 松江英式花園前     |          |          | 1.6      | 29.6     | ●    | ●                    | 駛入大社線 | ●                 |                                        | ◇    | 松江市 |
| 22       | 松江宍道湖溫泉     |          |          | 4.3      | 33.9     | ●    | ●                    | 駛入大社線 | ●                 |                                        | ◇    | 松江市 |

### 已停駛路段
- 一畑口車站 - 一畑車站
該路段廢線後曾被一畑電氣鐵道改為私有收費道路一畑自動車道（日语：一畑自動車道），現已成為公有道路島根縣道23號斐川一畑大社線（日语：島根県道23号斐川一畑大社線）的一部分。

### 過去曾經可接續的路線
- 電鐵出雲市車站（出雲市車站）
  - 大社線：已於1990年4月1日停止營運。
  - 立久惠線（日语：一畑電気鉄道立久恵線）：已於1965年2月18日停止營運 。